# 延徳駅
延徳駅（えんとくえき）は、長野県中野市大字篠井にある長野電鉄長野線の駅である。駅番号はN18。

## 歴史
- 1923年（大正12年）3月26日：河東鉄道により開業[1]。
- 1926年（大正15年）9月30日：長野電気鉄道と河東鉄道の合併により、長野電鉄の駅となる。
- 1970年（昭和45年）12月30日：無人駅となる[1]。
- 1994年（平成6年）
  - 6月24日：駅舎新築・交換駅化工事開始。
  - 10月13日：約300m信州中野寄りに移転[1]し、駅舎新築・交換駅化工事完成[3]。
- 2020年（令和2年）8月19日：2番線及び構内踏切の使用停止[2]。

## 駅構造

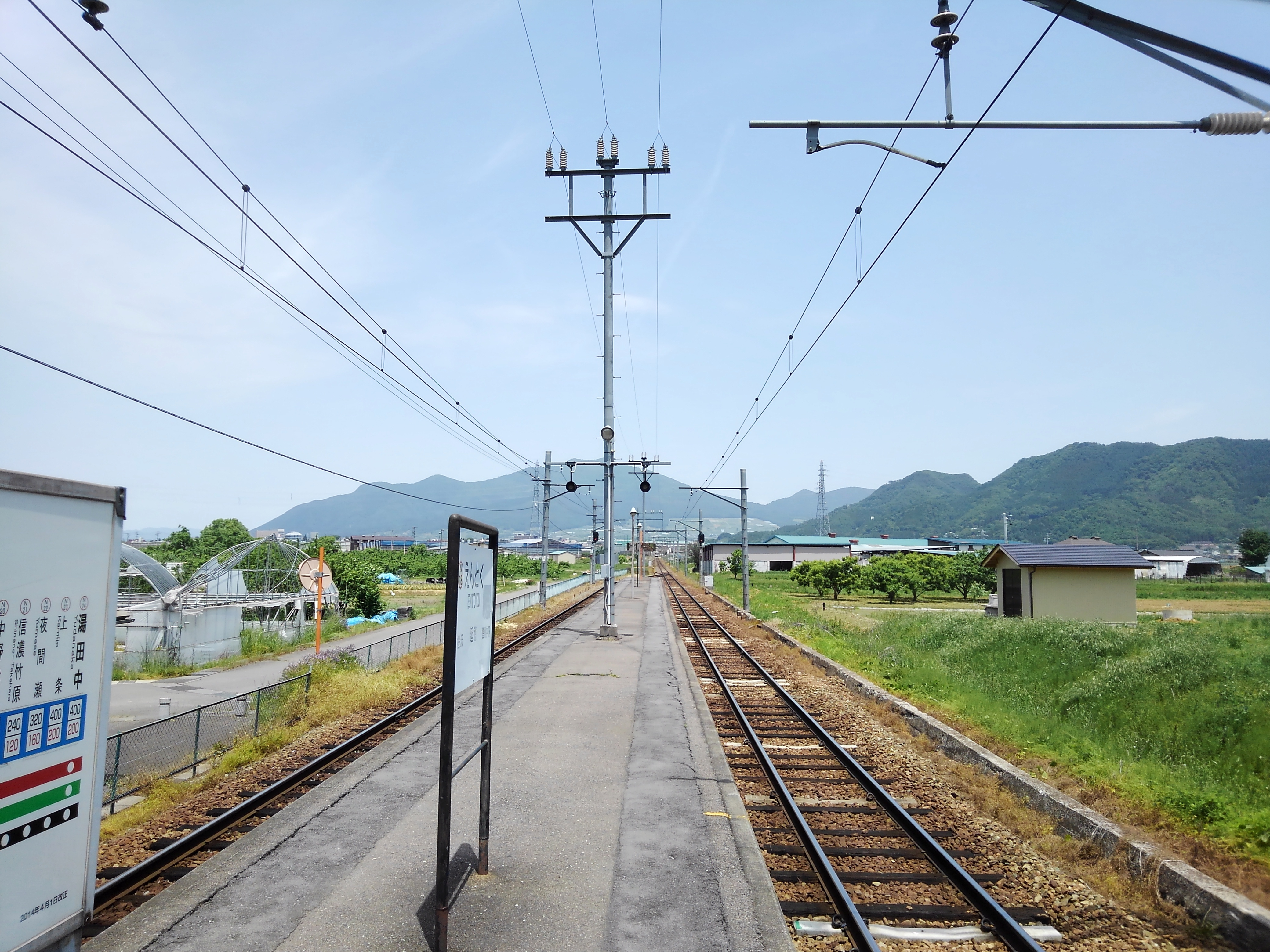
2018年5月時点のホーム。当時は左側（駅舎側）が下り用、右側が上り・通過用。
2020年現在は右側のみ使用している。

現在地への移転前は単式ホーム1面1線だったが、長野オリンピック開催時の列車増発に対応するため、信州中野方へ移設の上、島式ホーム1面2線を持つ一線スルー方式の地上駅へ変更された。しかし、2020年に棒線駅に戻ることになった。移設後も無人駅のままである。なお、駅舎二階部分は保線器具の倉庫となっている。そのため、建屋横の外階段への関係者以外の立ち入りは出来ないようになっている。
島式ホームへの移動は、構内踏切を利用していたが、駅舎側の2番線が使用停止されたことにより、構内踏切も停止された。

### のりば
| 番線 | 路線    | 方向 | 行先                 |
| ---- | ------- | ---- | -------------------- |
| 1    | ■長野線 | 上り | 須坂・長野方面       |
| 1    | ■長野線 | 下り | 信州中野・湯田中方面 |

- 案内上の乗り場番号は設定されていないが、公式ニュースリリース[2]では上記の通りである。かつて使用されていた2番線が駅舎側であり、1番線を長野方面、2番線を湯田中方面が使用していた。なお、通過列車は一線スルーとなる1番線を通っていた。

## 利用状況
近年の一日平均乗車人員の推移は下記のとおり。
| 年度   | 一日平均 乗車人員 |
| ------ | ----------------- |
| 2000年 | 221               |
| 2001年 | 210               |
| 2002年 | 150               |
| 2003年 | 148               |
| 2004年 | 148               |
| 2005年 | 145               |
| 2006年 | 145               |
| 2007年 | 128               |
| 2008年 | 126               |
| 2009年 | 134               |
| 2010年 | 140               |
| 2011年 | 131               |
| 2012年 | 129               |
| 2013年 | 127               |
| 2014年 | 126               |
| 2015年 | 145               |
| 2016年 | 132               |
| 2017年 | 137               |
| 2018年 | 134               |

## 駅周辺
- 中山晋平記念館[1]

## 隣の駅
長野電鉄
■長野線
■A特急・■B特急
通過
■普通
桜沢駅 (N17) - 延徳駅 (N18) - 信州中野駅 (N19)